# Noël Hitimana
Noël Hitimana   (Nyamirambo, dècada del 1950 - Ruanda, 2002) va ser un presentador (animateur) de l'emissora de ràdio ruandesa Radio Télévision Libre des Mille Collines (RTLM), que va tenir un paper significatiu en la incitació al genocidi de Ruanda. Igual que altres locutors de l'emissora, Hitimana ha incitat a la violència contra els tutsis a les ones.
Abans del seu treball a RTLM, Hitimana treballà a l'emissora estatal Radio Rwanda i al Rwanda Bureau of Information and Broadcasting des de finals del 1970 fins a començament del 1990. Durant aquest temps, esdevingué populars per la seva rutinària salutació a les diferents regions i pobles de Ruanda a primera hora del matí, mentre que els agricultors estaven despertant per treballar als camps. Aquest segment de difusió emfatitzava tant la importància del treball dur, la comunitat i els punts de vista nacionalistes del partit governant Moviment Republicà Nacional per la Democràcia i el Desenvolupament (MRND). Suposadament alcohòlic, Hitimana va ser acomiadat de Radio Rwanda després d'insultar a les ones el president ruandès Juvénal Habyarimana en estat d'embriaguesa.
A causa de la seva popularitat arreu del país, Hitimana va ser un dels primers animateurs contractats per RTLM després de la seva fundació el 8 d'abril de 1993. Va continuar la seva marca de salutació de pobles i particulars. Un cop que el genocidi de Ruanda va començar el 8 d'abril de 1994 Hitimana va modificar aquest hàbit en anomenar les ubicacions exactes i noms dels presumptes còmplices del Front Patriòtic Ruandès, incitant a la violència i sovint l'assassinat dels individus assenyalats per les milícies Impuzamugambi i Interahamwe.
Els segments de Hitimana suposaven el 5% de totes les emissions de RTLM.:117
Els estudis de RTLM va ser afectats per una bomba el 17 d'abril de 1994, i Hitimana fou greument ferit. Després de l'atac, li van amputar una cama, el que provocà que Hitimana deixés RTLM. Hitimana presumptament va morir en una presó de Ruanda el 2002 o abans.